# لعبة متناظرة
في نظرية الألعاب نقول عن لعبة ما أنها لعبة متناظرة عندما يكون خرج لعب إستراتيجية معينة يعتمد فقط على غيرها من الاستراتيجيات المستخدمة، وليس على من يلعب بها. إذا كان من الممكن تغيير هوية اللاعبين دون تغيير خرج الاستراتيجيات فإن اللعبة متناظرة. التماثل لا يمكن أن يتحقق في مختلف الأصناف.